# Индивидуални уговори
Индивидуални уговори су такви уговори који обавезују само она лица која су изразила своју сагласност. Правна дејства индивидуалних уговора строго су ограничена само на уговорне стране и скоро сви уговори су индивидуални. Међутим, код ове поделе имају се у виду индивидуални уговори који се закључују на основу и у оквиру колективних уговора. Карактеристично обележје таквих индивидуалних уговора је у томе што су њихове одредбе по правилу детаљније и прецизније и не смеју бити у супротности са одредбама колективног уговора. Колективни уговори дају један правни оквир садржине индивидуалних уговора и стране не могу својом вољом то нарушавати.

## Значај
Уколико суд нађе да су одредбе индивидуалног уговора у супротности с општим одредбама постављеним колективним уговором или да је овакав уговор у суштини противан колективном уговору дужан је да овакав уговор прогласи без дејства, или само неке његове одредбе, уколико нађе да остатак уговора може и без њих да опстане.